# Future World (película)
Future World es una película estadounidense western de acción y ciencia ficción, dirigida por James Franco y Bruce Thierry Chung, escrita por Chung y Jay Davis. Es protagonizada por James Franco, Suki Waterhouse, Jeffrey Wahlberg, Margarita Levieva, Snoop Dogg, George Lewis Jr., Cliff 'Method Man' Smith, Lucy Liu y Milla Jovovich.
La película fue estrenada el 25 de mayo de 2018 por Lionsgate Premiere.
Argumento
En un futuro posapocalíptico, la historia sigue los pasos del joven Prince, que busca la cura a la enfermedad de su madre dentro de un mundo desolado y lleno de violencia y sucios negocios. Al caer en manos de un Señor de la Guerra, coincide con una avanzada ardroide con la que huir encontrándose a otros desquiciados individuos por el camino con los que tendrán que lidiar.

## Reparto
- James Franco como The Warlord.
- Milla Jovovich como The Druglord.
- Lucy Liu como The Queen.
- Suki Waterhouse como Ash.
- Method Man como Tattooed Face.
- Snoop Dogg como Love Lord.
- Margarita Levieva como Lei.
- Scott Haze como Gutter.
- Jeffrey Wahlberg como Prince.
- Twin Shadow
- Lee Coc como Fatty.

## Producción
En mayo de 2016, fue anunciado que James Franco, Milla Jovovich, Twin Shadow y Margarita Levieva se habían unido al reparto, con Franco dirigiendo junto a Bruce Thierry Chung, y con Dark Rabbit Productions y AMBI Group, financiando el filme, Monika Bacardi, Vince Jolivette y Jay Davis lo producirían. Ese mismo mes, Lucy Liu, Method Man, Suki Waterhouse, Jeffrey Wahlberg y Snoop Dogg se unieron al reparto.

### Filmación
La fotografía principal comenzó en mayo de 2016, y terminó en junio de 2016.

## Estreno
Fue estrenada el 25 de mayo de 2018, por Lionsgate Premiere.

## Recepción
Future World recibió reseñas negativas de parte de la crítica y de la audiencia. En la página web Rotten Tomatoes, la película obtuvo la inusual aprobación de 0%, basada en 9 reseñas, mientras que de parte de la audiencia tuvo una aprobación de 13%, basada en 341 votos, con una calificación de 1.6/5.
Metacritic le dio a la película una puntuación 10 de 100, basada en 4 reseñas, indicando "abrumadoramente odiada". En el sitio web IMDb los usuarios le han dado una calificación de 3.2/10, sobre la base de 4225 votos. En la página FilmAffinity tiene una calificación de 2.6/10, basada en 563 votos.